# Ligne M2 du métro de Varsovie
 (décembre 2021).
Si vous disposez d'ouvrages ou d'articles de référence ou si vous connaissez des sites web de qualité traitant du thème abordé ici, merci de compléter l'article en donnant les références utiles à sa vérifiabilité et en les liant à la section « Notes et références ».
La ligne M2 du métro de Varsovie permet de relier la station Bemowo à l'ouest de la capitale à la station Brodno à l'est. Inaugurée le 8 mars 2015 entre les stations Rondo Daszyńskiego et Dworzec Wileński, puis prolongée dans les deux sens en 2019 et 2020, elle fera l'objet de nouvelles extensions sur les sections Ouest et Est. La dernière extension (à l'ouest) jusqu'à la station Księcia Janusza a été inaugurée le 4 avril 2020. La construction des derniers segments de la ligne doit s'achever en 2024.

## Historique
| Station                | Date d'ouverture  |
| ---------------------- | ----------------- |
| Księcia Janusza        | 4 avril 2020      |
| Młynów                 | 4 avril 2020      |
| Płocka                 | 4 avril 2020      |
| Rondo Daszyńskiego     | 8 mars 2015       |
| Rondo ONZ              | 8 mars 2015       |
| Świętokrzyska          | 8 mars 2015       |
| Nowy Świat-Uniwersytet | 8 mars 2015       |
| Centrum Nauki Kopernik | 8 mars 2015       |
| Stadion Narodowy       | 8 mars 2015       |
| Dworzec Wileński       | 8 mars 2015       |
| Szwedzka               | 15 septembre 2019 |
| Targówek Mieszkaniowy  | 15 septembre 2019 |
| Trocka                 | 15 septembre 2019 |

## Caractéristiques

### Liste des stations
Les stations de métro sont présentées du sud vers le nord.
|                            |     |  | Station                | Lat/Long                     | Quartier     | Correspondances   |
| -------------------------- | --- |  | ---------------------- | ---------------------------- | ------------ | ----------------- |
| Section ouest              |     |  |                        |                              |              |                   |
|                            | C1  |  | Karolin                | 52° 12′ 59″ N, 20° 53′ 11″ E | Bemowo       | Ouverture en 2024 |
|                            | C2  |  | Chrzanów               | 52° 13′ 38″ N, 20° 53′ 23″ E | Bemowo       | Ouverture en 2024 |
|                            | C3  |  | Lazurowa               | 52° 14′ 18″ N, 20° 53′ 45″ E | Bemowo       | Ouverture en 2024 |
|                            | C4  |  | Bemowo                 | 52° 14′ 19″ N, 20° 54′ 37″ E | Bemowo       | Ouverture en 2022 |
|                            | C5  |  | Ulrychów               | 52° 14′ 26″ N, 20° 55′ 48″ E | Wola         | Ouverture en 2022 |
|                            | C6  |  | Księcia Janusza        | 52° 14′ 21″ N, 20° 56′ 39″ E | Wola         |                   |
|                            | C7  |  | Młynów                 | 52° 14′ 16″ N, 20° 57′ 36″ E | Wola         |                   |
|                            | C8  |  | Płocka                 | 52° 13′ 54″ N, 20° 58′ 01″ E | Wola         |                   |
| Section centrale           |     |  |                        |                              |              |                   |
|                            | C9  |  | Rondo Daszyńskiego     | 52° 13′ 48″ N, 20° 58′ 59″ E | Wola         |                   |
|                            | C10 |  | Rondo ONZ              | 52° 13′ 59″ N, 20° 59′ 54″ E | Śródmieście  |                   |
|                            | C11 |  | Świętokrzyska          | 52° 14′ 07″ N, 21° 00′ 27″ E | Śródmieście  | Ligne 1           |
|                            | C12 |  | Nowy Świat-Uniwersytet | 52° 14′ 12″ N, 21° 01′ 01″ E | Śródmieście  |                   |
|                            | C13 |  | Centrum Nauki Kopernik | 52° 14′ 23″ N, 21° 01′ 54″ E | Śródmieście  |                   |
|                            | C14 |  | Stadion Narodowy       | 52° 14′ 47″ N, 21° 02′ 35″ E | Praga-Północ |                   |
|                            | C15 |  | Dworzec Wileński       | 52° 15′ 15″ N, 21° 02′ 07″ E | Praga-Północ |                   |
| Section Est - Branche Nord |     |  |                        |                              |              |                   |
|                            | C16 |  | Szwedzka               | 52° 15′ 47″ N, 21° 02′ 42″ E | Praga-Północ |                   |
|                            | C17 |  | Targówek Mieszkaniowy  | 52° 16′ 09″ N, 21° 03′ 04″ E | Targówek     |                   |
|                            | C18 |  | Trocka                 | 52° 16′ 32″ N, 21° 03′ 21″ E | Targówek     |                   |
|                            | C19 |  | Zacisze                | 52° 17′ 02″ N, 21° 03′ 44″ E | Targówek     | Ouverture en 2022 |
|                            | C20 |  | Kondratowicza          | 52° 17′ 31″ N, 21° 02′ 55″ E | Targówek     | Ouverture en 2022 |
|                            | C21 |  | Bródno                 | 52° 17′ 37″ N, 21° 01′ 46″ E | Targówek     | Ouverture en 2022 |

## Fréquentation des stations
| Identifiant | Nom                    | Estimation du nombre de passagers (en millions) | Estimation du nombre de passagers (en millions) | Estimation du nombre de passagers (en millions) | Estimation du nombre de passagers (en millions) | Estimation du nombre de passagers (en millions) | Estimation du nombre de passagers (en millions) |
| Identifiant | Nom                    | 2015                                            | 2016                                            | 2017                                            | 2018                                            | 2019                                            | 2020                                            |
| ----------- | ---------------------- | ----------------------------------------------- | ----------------------------------------------- | ----------------------------------------------- | ----------------------------------------------- | ----------------------------------------------- | ----------------------------------------------- |
| C6          | Księcia Janusza        | -                                               | -                                               | -                                               | -                                               | -                                               | 1,86                                            |
| C7          | Młynów                 | -                                               | -                                               | -                                               | -                                               | -                                               | 0,57                                            |
| C8          | Płocka                 | -                                               | -                                               | -                                               | -                                               | -                                               | 0,81                                            |
| C9          | Rondo Daszyńskiego     | 3,73                                            | 5,09                                            | 6,21                                            | 6,41                                            | 6,7                                             | 3,09                                            |
| C10         | Rondo ONZ              | 2,35                                            | 3                                               | 4,14                                            | 4,27                                            | 4,64                                            | 2,8                                             |
| C11         | Świętokrzyska          | 8,82                                            | 10,97                                           | 11,25                                           | 11,6                                            | 12,54                                           | 7,82                                            |
| C12         | Nowy Świat-Uniwersytet | 3,39                                            | 4,24                                            | 4,48                                            | 4,49                                            | 4,65                                            | 2,52                                            |
| C13         | Centrum Nauki Kopernik | 1,68                                            | 1,99                                            | 2,26                                            | 2,47                                            | 2,76                                            | 1,6                                             |
| C14         | Stadion Narodowy       | 2,6                                             | 2,63                                            | 2,88                                            | 2,84                                            | 3,19                                            | 1,99                                            |
| C15         | Dworzec Wileński       | 6,62                                            | 8,25                                            | 8,73                                            | 8,46                                            | 8,56                                            | 4,9                                             |
| C16         | Szwedzka               | -                                               | -                                               | -                                               | -                                               | 0,24                                            | 0,55                                            |
| C17         | Targówek Mieszkaniowy  | -                                               | -                                               | -                                               | -                                               | 0,49                                            | 1,05                                            |
| C18         | Trocka                 | -                                               | -                                               | -                                               | -                                               | 1,12                                            | 2,92                                            |
| Total       | Total                  | 29,19                                           | 36,17                                           | 39,95                                           | 40,54                                           | 44,89                                           | 32,48                                           |